# Selaginella kouytcheensis
Selaginella kouytcheensis là một loài dương xỉ trong họ Selaginellaceae. Loài này được H. Lév. mô tả khoa học đầu tiên năm 1911.